# Cariaco
Cariaco – miasto w Wenezueli, w stanie Sucre, siedziba gminy Ribero.
Według danych szacunkowych na rok 2017 liczyło 27 400 mieszkańców..